# Славновский сельский совет
Славновский сельский совет (укр. Славнівська сільська рада, крымскотат. Baqqal köy şurası) — согласно законодательству Украины — административно-территориальная единица в Раздольненском районе Автономной Республики Крым.
Население сельсовета по переписи 2001 года — 2419 человек, площадь — 178 км².
К 2014 году состоял из 4 сёл:
- Славное
- Котовское
- Рылеевка
- Стерегущее

## История
Судя по доступным историческим документам, сельсовет, как Бакальский, был образован в составе Ак-Шеихского района в 1930-х годах, поскольку на 1940 год он уже существовал.
Указом Президиума от 21 августа 1945 года и Бакальский сельсовет был переименован в Славновский сельский совет. С 25 июня 1946 года сельсовет в составе Крымской области РСФСР. 24 декабря 1952 года Максимовский преобразован в Ручьёвский. 26 апреля 1954 года Крымская область была передана из состава РСФСР в состав УССР. На 15 июня 1960 года в составе совета числились населённые пункты:
| - Весёлая Долина - Гусевка - Державино | - Казачье - Козловка - Котовское | - Лапино - Миражное - Прохладное | - Пучки - Романовка - Рылеевка | - Славное - Смольное - Стерегущее |

Указом Президиума Верховного Совета УССР «Об укрупнении сельских районов Крымской области», от 30 декабря 1962 года Раздольненский район упразднили и совет присоединили к Черноморскому. 1 января 1965 года, указом Президиума ВС УССР «О внесении изменений в административное районирование УССР — по Крымской области», был восстановлен Раздольненский район и сельсовет вновь в его составе. К 1968 году Миражное присоединили к Котовскому, а Романовку к Славному; Весёлая Долина, Гусевка, Казачье, Козловка, Лапино, Прохладное, Пучки и Смольное были ликвидированы, к 1977 году упразднено Державино.
С 12 февраля 1991 года сельсовет в восстановленной Крымской АССР, 26 февраля 1992 года переименованной в Автономную Республику Крым. По Всеукраинской переписи 2001 года население совета составило 2419 человека. С 21 марта 2014 года в составе Крыма аннексирован Россией. Законом «Об установлении границ муниципальных образований и статусе муниципальных образований в Республике Крым» от 4 июня 2014 года территория административной единицы была объявлена муниципальным образованием со статусом сельского поселения.